# Panamerikanische Spiele 1999/Tennis
Bei den Panamerikanischen Spielen 1999 in Winnipeg wurden vom 29. Juli bis 5. August 1999 vier Wettbewerbe im Tennis ausgetragen.

## Herren

### Einzel
| Platz | Land               | Spieler          |
| ----- | ------------------ | ---------------- |
| 1     | Vereinigte Staaten | Paul Goldstein   |
| 2     | Vereinigte Staaten | Cecil Mamiit     |
| 3     | Argentinien        | David Nalbandian |
| 3     | Brasilien          | Paulo Taicher    |

### Doppel
| Platz | Land               | Spieler                   |
| ----- | ------------------ | ------------------------- |
| 1     | Brasilien          | André Sá Paulo Taicher    |
| 2     | Mexiko             | Óscar Ortiz Marco Osorio  |
| 3     | Vereinigte Staaten | Bob Bryan Mike Bryan      |
| 3     | Venezuela          | Yohny Romero Maurice Ruah |

## Damen

### Einzel
| Platz | Land               | Spielerin                    |
| ----- | ------------------ | ---------------------------- |
| 1     | Venezuela          | María Alejandra Vento-Kabchi |
| 2     | Vereinigte Staaten | Tara Snyder                  |
| 3     | Argentinien        | Mariana Díaz Oliva           |
| 3     | Vereinigte Staaten | Alexandra Stevenson          |

### Doppel
| Platz | Land        | Spielerin                            |
| ----- | ----------- | ------------------------------------ |
| 1     | Brasilien   | Joana Cortez Vanessa Menga           |
| 2     | Chile       | Paula Cabezas Bárbara Castro         |
| 3     | Argentinien | Mariana Díaz Oliva Clarisa Fernández |
| 3     | Kanada      | Renata Kolbovic Aneta Soukup         |

## Medaillenspiegel
| Platz | Land               | Gold | Silber | Bronze | Gesamt |
| ----- | ------------------ | ---- | ------ | ------ | ------ |
| 01    | Brasilien          | 2    | —      | 1      | 3      |
| 02    | Vereinigte Staaten | 1    | 2      | 2      | 5      |
| 03    | Venezuela          | 1    | —      | 1      | 2      |
| 04    | Chile              | —    | 1      | —      | 1      |
| 04    | Mexiko             | —    | 1      | —      | 1      |
| 06    | Argentinien        | —    | —      | 3      | 3      |
| 07    | Kanada             | —    | —      | 1      | 1      |